# Sarreguemines
Sarreguemines (germană Saargemünd) este un oraș în nord-estul Franței, sub-prefectură a departamentului Moselle, în regiunea Lorena, pe cursul râului Saar, la 20 km distanță de orașul german Saarbrücken, cu care dezvoltă strânse legături economice. Sarreguemines are in prezent o populație de 23.000 locuitori.
1. ↑  répertoire géographique des communes, accesat în 26 octombrie 2015
2. ↑  dataset of postal codes in France, 1 octombrie 2018